# Sébastien Mamerot
Sébastien Mamerot (Soissons, ca. 1418-40 - † 1490) was een Frans geestelijke, geleerde en vertaler uit de 15e eeuw.
Hij trad vóór 1458 in dienst van Louis de Laval, een gewichtig heer en bibliofiel, en werd in 1460 kapelaan. Vervolgens was hij kanunnik en zanger in de Saint-Étienne de Troyes van 1472 tot 1478.
Van de volgende geschriften is hij de auteur of vertaler:
- Romuléon, een Franse vertaling uit 1466 van het boek van Benvenuto da Imola met verhalen over de geschiedenis van Rome
- Les Passages faiz oultre mer par les François contre les Turcqs et autres Sarrazins et Mores oultre marins (Passages d'Outremer), ca. 1474-75
- Histoire des Neuf Preus et des Neuf Preues, begonnen in het begin van de jaren 1460[1]

## Voetnoten
1. ↑  Österreichische Nationalbibliothek, ms. lat. 2577-2578